# Sepulcro
Un sepulcro es una obra, generalmente de piedra, que se construye levantada del suelo, destinada a dar en ella sepultura al cadáver de una o varias personas.

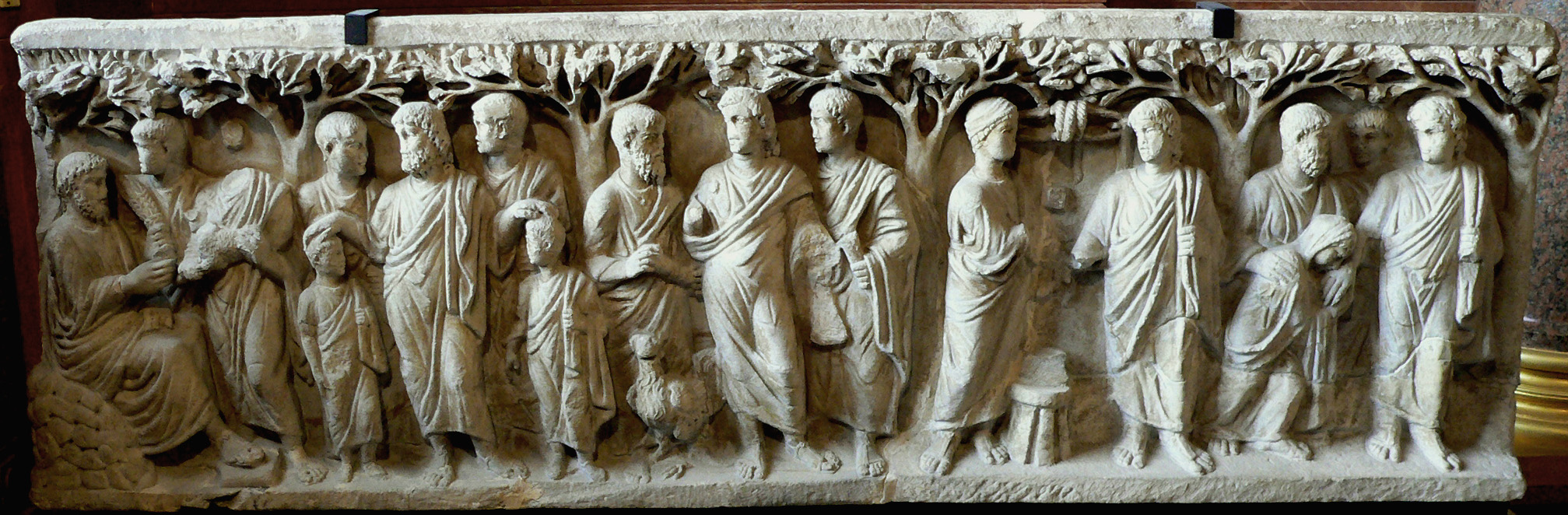
Sepulcro cristiano de la primera mitad del.

## Historia
Desde la paz de Constantino I el Grande, se hicieron comunes los cementerios al aire libre, cercados con muros a las afueras de las poblaciones y junto a una iglesia o basílica. Consistían los sepulcros en cajas de una o varias piezas o en nichos formados con material de albañilería y cubiertos con una losa, que se situaban en el muro del cementerio o bajo tierra. Los más suntuosos se colocaban exentos sobre un pedestal, o adheridos al muro exterior de la iglesia y se disponían en forma de caja o pila rectangular de mármol, hermosamente esculpida en su cara frontal exterior, y algunas veces también en las laterales, con símbolos cristianos y temas bíblicos, costumbre que ya se había introducido en las catacumbas, por lo menos desde el siglo III, aunque fuese raras veces seguida hasta que brilló la paz constantiniana.
Con frecuencia, figuran entre los relieves algunos motivos arquitectónicos en los cuales se advierte el estilo romano de la época de decadencia. Cuando se esculpían pocas figuras, era frecuente llenar los espacios intermedios con el adorno de los estrígiles o estrías curvas en S (inversa o recta), copiado de los sarcófagos paganos. Desde fines del siglo V cesó en Roma la costumbre de esculpir figuras en los sepulcros, limitándose la ornamentación a símbolos cristianos y dibujos diferentes. En España seguía aún en el siglo VII. También se disponían los sepulcros con obra de fábrica sobre el suelo en forma parecida a los lóculi de las catacumbas, semejando estantes de bibliotecas.
Los sepulcros tenían siempre plana su cubierta en los primeros siglos, pero desde el siglo V empezó a usarse arqueada y a partir del siglo VIII, se dispuso a modo de tejado a dos aguas o vertientes. Algunos de dichos sepulcros estaban interiormente divididos en compartimientos para contener dos o más difuntos, llamándose entonces bisomos o trisomos, etc, como consta por inscripiones y, a veces, lo revelan las figuras o retratos de los personajes allí depositados, esculpidas en relieve sobre una cara del sepulcro. Igual práctica siguieron los gentiles antes de los cristianos.
Son célebres, con razón, por sus hermosos relieves los que se exhiben en la Ciudad del Vaticano y en otros lugares de Roma, así como los de Arlés (Francia) y las antiguas iglesias de Rávena (Italia), entre otros. En el Camposanto de Pisa (Campo dei Miracoli) fueron recopilados a lo largo de los siglos casi un centenar.